# Belo odelo
Belo odelo (serbi: Бело одело el vestit blanc) és una pel·lícula en serbi del 1999 dirigida per Lazar Ristovski. Va ser una coproducció entre el Regne Unit i la República Federal de Iugoslàvia. Va ser la candidata iugoslava a l'Oscar a la millor pel·lícula de parla no anglesa als Premis Oscar de 1999, però no va aconseguir rebre cap nominació.

## Argument
El simpàtic i una mica confús suboficial de primera classe Savo Tiodorović, solter de 45 anys, poeta que llegeix clàssics i somia amb una carrera d'actor, rep un telegrama del seu germà bessó dient-li que la seva mare ha mort i que "ha de portar el vestit blanc que li va regalar". De camí cap a casa al tren, tirat per una locomotora de carbó, coneix moltes persones interessants i tragicòmiques, inclosa Carmen, una dona rossa que viatja amb un proxeneta imponent i gelós de qui vol escapar. Carmen serà la dona de la seva vida. La trama sorgeix quan s'adona que ella d'alguna manera pertany a un altre...

## Repartiment
- Lazar Ristovski - Savo / Vuko Tiodorovic
- Radmila Shchogolyeva - Karmen
- Dragan Nikolić - Makro
- Bata Živojinović - Gospodin
- Danilo Stojković - Svestenik
- Bogdan Diklić - Masinovodja
- Radoš Bajić - Vlasnik

## Reconeixements
A la XX edició de la Mostra de València va rebre una menció a la millor fotografia.